# Watermolen van Heks
De Watermolen van Heks is een watermolen op de Herkebeek aan de Molenstraat 42 te Heks. Het is een bovenslagmolen die fungeerde als korenmolen en als wateropvoermolen. De molen is eigendom van Graaf Ghislain d'Ursel.

## Geschiedenis
De molen werd gesticht door de Abdij van Villers. In 1282 werd melding gemaakt van werkzaamheden tot afleiding van de Herkebeek ten behoeve van een molen. Aanvankelijk fungeerde ze slechts als korenmolen.
De huidige molen werd vóór het jaar 1775 opgericht, daar ze op de Ferrariskaarten uit dat jaar staat ingetekend als Hex Molen. Het huidige gebouw, gevormd door woonhuis en molenhuis, heeft dan ook een kern uit eind 17e eeuw of begin 18e eeuw. Haaks hierop stond een haaks dienstgebouw, dat later door een moderner bouwwerk werd vervangen.
De oude gebouwen zijn in baksteen en de vensters hebben hardstenen omlijsting. Het metalen molenrad is nog aanwezig, evenals het binnenwerk van de korenmolen. De molen is echter niet meer maalvaardig, omdat de molenvijver droog staat.
De wateropvoerfunctie werd pas eind 19e eeuw, vermoedelijk na 1884, toegevoegd. Dit geschiedde via een metalen onderslagrad dat zich bevond in de aanvoergoot van het water. Dit rad dreef een excentriek aan die de stang van een zuigerpomp in beweging bracht. Deze pomp moest grondwater over een afstand van 300 meter en een hoogteverschil van 50 meter overbruggen naar het Kasteel van Heks, waarheen het water werd getransporteerd.
In 2005 werd de molen en omgeving geklasseerd als monument, en men wil de beschermde status uitbreiden tot de wateropvoermolen, aangezien de combinatie van korenmolen en wateropvoermolen uiterst zeldzaam is.
- Inventaris van het Bouwkundig Erfgoed (Vlaanderen): 32097